# Betula alpestris
Betula alpestris là một loài thực vật có hoa trong họ Betulaceae. Loài này được Fr. mô tả khoa học đầu tiên năm 1845.